# وجها لوجه (فلم مغربي)
وجها لوجه ( بالفرنسية : Face à Face ) هو فيلم روائي مغربي صدر سنة 2003، من إخراج عبد القادر لقطع   وبطولة كل من سناء العلوي، يونس ميكري، محمد مروازي، بشرى إيجورك، وآخرين.        تم عرضه لأول مرة في المهرجان الوطني للسينما المغربية بوجدة، كما تم عرضه في مهرجان مراكش الدولي للسينما . 

## القصة
يحكي الفيلم عن مهندس يدعى كمال يعمل في بناء سد جنوب المغرب. كمال متزوج ويبدو سعيداً مع زوجته أمال وابنتهما، المشكلة الوحيدة هي أن زوجته تريد العودة إلى العمل كما هو متفق عليه من قبل. ولأن قطاع البناء والتشييد يسوده الفساد، فإن المهندس المعروف بالدقة والاتقان انصهر هو الآخر في دوامة الفساد والرشوة. تم القبض على زوجته من قبل الشرطة، فحاول أن يقنع نفسه بأنها هربت واختفت بدورها. ومع تطور الأحداث يجد الزوجان نفسيهما منفصلين، وكل منهما يحمل ضغينة تجاه الآخر. وبعد سنوات، تحاول أمال وصهرها العثور على زوجها. وتتحول رحلتهم تدريجياً إلى رحلة إلى الذاكرة، ذكرياتهم وذاكرة جيل كامل من المغاربة.

## الشخصيات
كمال: المهندس الشاب الذي يتفانى في عمله إيمانا منه بواجبه المهني بعد خروجه من السجن لأسباب سياسية، لكن ذلك أزعج رؤساءه خاصة عندما أعدّ تقريرا حول الانعكاسات الاقتصادية والاجتماعية والثقافية لبناء أحد السدود، وهذا التقرير جعله يتعرض لانتقام متعدد الأوجه، الأول تجلّى في اختطاف زوجته واغتصابها، والثاني تمثل في تكليفه بالإشراف على بناء سد آخر غير الذي أَعدّ حوله تقريره في منطقة بعيدة وهي الرشيدية، والثالث تجلّى في التسبب له في حادثة سير فقد على إثرها الذاكرة ولم يستطع رغم مرور سبع سنوات تذكر أخيه وتفاصيل حياته مع زوجته وابنته وعائلته.

## روابط خارجية
- مقالات تستعمل روابط فنية بلا صلة مع ويكي بيانات